# President van de Verenigde Staten

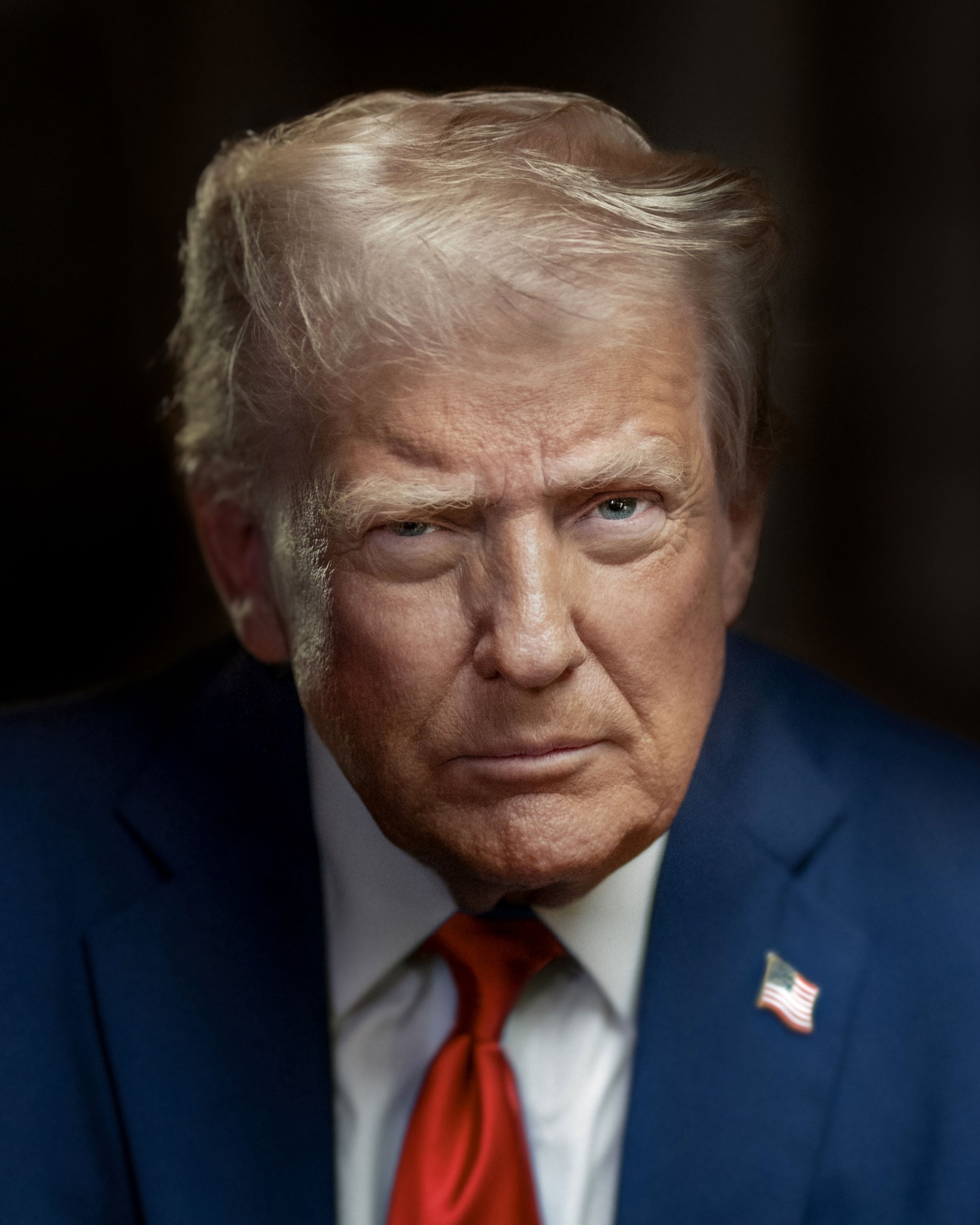
De huidige president Donald Trump.

George Washington was van 1789 tot 1797 de eerste president. Washington is de enige president die ooit unaniem is verkozen.

De president van de Verenigde Staten (Engels: President of the United States), volledig de president van de Verenigde Staten van Amerika (President of the United States of America), is het staatshoofd van de Verenigde Staten. De president is ook het hoofd van de uitvoerende macht en opperbevelhebber van het militaire apparaat. George Washington, die diende van 1789 tot 1797, was de eerste president. 
De huidige president is Donald Trump, die op 20 januari 2025 geïnaugureerd werd als de 47e president van de Verenigde Staten. Er leven nog vier voormalig presidenten: Bill Clinton, George W. Bush, Barack Obama en Joe Biden.
De woon- en werkplaats van de president is het Witte Huis in de stad Washington. Vanaf 1869 zijn de presidenten altijd Democraat of Republikein geweest.

## Rol van de president

### Grondwettelijke macht van de president
De grondwet van de Verenigde Staten kent aan de president een aantal machten toe, in Artikel II:
- De president is opperbevelhebber van het leger, de marine en de luchtmacht van de Verenigde Staten en van de milities van de verschillende staten als ze optreden in dienst van de Verenigde Staten.
- Hij mag de leidinggevende ambtenaren en officieren van de federale departementen opdragen hun opinies over het besturen van hun departementen op schrift te stellen en aan hem te zenden.
- Hij mag veroordeelden van federale misdrijven gratie of uitstel van executie verlenen, zolang het niet een veroordeling betreft waardoor een federale ambtenaar uit zijn ambt gezet wordt.
- Met instemming van twee derde van de aanwezige senatoren mag de president verdragen sluiten uit naam van de Verenigde Staten.
- Hij mag ambassadeurs, ministers en consuls, raadslieden van het Amerikaanse Hooggerechtshof en alle andere officieren en ambtenaren van de Verenigde Staten aanstellen. Hun benoemingen moeten echter wel door de Senaat worden goedgekeurd. Deze macht is verder beperkt doordat het Amerikaans Congres bij wet kan beslissen dat bepaalde ambtenaren en officieren niet door de president, maar door de rechterlijke macht of de hoofden van de departementen aangesteld kunnen worden. Daarentegen kan de Senaat ook beslissen dat bepaalde aanstellingen van de president niet door het Congres goedgekeurd hoeven te worden.
- Als er een vacature te vervullen is als de Senaat niet in zitting is, mag de president een tijdelijke aanstelling plegen zonder goedkeuring; deze aanstelling blijft van kracht tot het volgende reces van het Congres.
- Hij mag, in bijzondere omstandigheden, het Congres bijeenroepen voor een bijzondere zitting. Of een van beide huizen. En in zo'n geval mag hij ook, als in het Congres onenigheid bestaat over wanneer ze uiteen zullen gaan, de vergadering ontbinden.
- Van tijd tot tijd moet de president het Congres informeren over de toestand van het land (de bekende State of the Union). Bij die gelegenheid mag hij nieuwe wetgeving voorstellen.

In ruil hiervoor dient de president erop toe te zien dat de wetten van de Verenigde Staten nageleefd worden en ambassadeurs en andere vertegenwoordigers van andere landen te ontvangen.
Daarnaast is de officiële macht van de president later uitgebreid door het 25e amendement: naast officieren en ambtenaren, mag de president ook een nieuwe vicepresident voordragen als daar een vacature voor bestaat.

### Feitelijke macht van de president
Hoewel het uit zijn grondwettelijke bevoegdheden wellicht niet zo klinkt, is de president zonder enige twijfel de machtigste man van de Verenigde Staten. Sinds het opstellen van de grondwet is zijn macht stelselmatig uitgebreid, hetzij door nationale wetgeving, hetzij door het in gebruik raken van bepaalde handelingen van de president.
- Hoewel de wetgevende macht volgens de grondwet van de Verenigde Staten volledig bij het Congres ligt, heeft de president een enorme vinger in de pap. Hij mag het Congres natuurlijk voorstellen doen tijdens zijn State of the Union-voordrachten, maar daarnaast is het ook in gebruik geraakt dat de president altijd voorstellen voor nieuwe wetgeving mag doen. Een duidelijk voorbeeld hiervan was de oprichting van een geheel nieuw ministerie in 2002, het Department of Homeland Security. Dit ging geheel op initiatief van president George W. Bush.
Ook indirect heeft de president de macht om wetgeving in te brengen: hij is namelijk zo invloedrijk, dat hij altijd wel een afgevaardigde of senator kan vinden die voor hem wel een wetsvoorstel in wil dienen.
Daarnaast heeft de president ook wetgevende macht in omgekeerde richting: de president mag een veto uitspreken over alle wetsvoorstellen die door het Congres gekomen zijn, zolang het geen grondwetswijziging betreft. Wel kan het Congres dan toch de wet erdoor drukken met een tweederdemeerderheid in beide huizen, maar dat is vaak moeilijk te bereiken in de sterk gepolariseerde sfeer van het Congres.
Ook beschikt de president over een onofficieel veto, dat eruit bestaat dat hij alle wetgeving moet ondertekenen voordat deze ingaat. De president kan wetgeving onbeperkt tegenhouden door het voorstel niet te ondertekenen maar het in een la te schuiven en onder te laten stoffen. Ook hier geldt echter dat het Congres een dergelijk veto kan doorbreken door het voorstel opnieuw goed te keuren.
- Naast echt wetgevende invloed, mag de president per decreet bestuurlijke besluiten uitvaardigen die niet onderhevig zijn aan instemming van het Congres. Deze decreten heten "executive orders" en zijn vergelijkbaar met de Nederlandse algemene maatregelen van bestuur en koninklijke besluiten. De orders hebben een status gelijk aan wet, maar er gelden wel enige beperkingen. Om te beginnen mogen deze decreten niet in strijd zijn met de grondwet of federale wetgeving – de macht van het Congres gaat altijd voor. Ook de uitspraken van het Hooggerechtshof (dat zijn namelijk officiële verklaringen van de betekenis van de wet) mogen niet met voeten getreden worden. De macht van de president om decreten uit te vaardigen ligt niet expliciet vast in een wet, maar wordt geacht voort te vloeien uit Artikel II van de Amerikaanse grondwet waarin staat dat de president moet toezien op het naleven van de wet. Als gevolg van een uitspraak van het Hooggerechtshof in de jaren 1950 is het dus eigenlijk de bedoeling dat een decreet bestaat ter verduidelijking van een bestaande wet en niet onafhankelijk kan bestaan. De meeste decreten sinds die tijd noemen dan ook de wetten waarop ze worden geacht gebaseerd te zijn. Er is echter aanhoudende kritiek dat veel presidenten het systeem misbruiken door decreten uit te vaardigen die nauwelijks te maken hebben met de genoemde wetgeving en zo stiekem wetten maken.
Een decreet is duidelijk minder standvastig dan een wet. Niet alleen kan een besluit van Congres of Hooggerechtshof een decreet doorkruisen, ook kan een decreet altijd herroepen worden door de president of een latere president. Decreten worden dan ook weinig gebruikt door presidenten die iets op de lange termijn willen bereiken en worden ook meestal gericht aan ministeries voor intern gebruik en niet aan het grote publiek. Toch bestaan hierop uitzonderingen, zoals het decreet van George W. Bush dat het mogelijk maakt federale gelden voor uitkeringen te verstrekken via kerkelijke organisaties en niet via seculiere weg. Ook kunnen decreten dienen om iets voor elkaar te krijgen als een verdeeld Congres niet tot nieuwe wetgeving komt.
- Volgens de grondwet kan alleen het Congres de Verenigde Staten in oorlog verklaren met een andere staat en moeten de Amerikaanse strijdkrachten dus thuisblijven totdat het Congres anders verklaart. De president heeft echter bij wet de bevoegdheid gekregen om de strijdkrachten in te zetten voor korte, militaire acties (maximaal 90 dagen) zonder voorafgaande toestemming van het Congres. Op grond hiervan is het Amerikaanse leger onder Ronald Reagan in actie gekomen in Grenada, onder George H.W. Bush tegen Irak (in de Golfoorlog), onder Bill Clinton in Soedan en onder George W. Bush in Afghanistan. Het Congres gaf voorafgaande goedkeuring aan inzet in Irak onder George W. Bush, maar ook hiervoor werd geen oorlog verklaard.
Daarnaast is een groot aantal presidenten (al dan niet met instemming van het Congres) onder een oorlogsverklaring uit gekomen door andere constructies; de Amerikaanse militaire inzet in Vietnam tussen 1962 en 1975 was bijvoorbeeld officieel geen oorlog maar het inzetten van "militaire adviseurs" ter "ondersteuning van de gevechtshandelingen van het Zuid-Vietnamese leger".
- De president kan in ieder gedeelte van de Verenigde Staten de noodtoestand uitroepen. Hierdoor kan hij federale gelden vrijmaken om in dat gebied in te zetten.
- Sinds de jaren 80 maken presidenten steeds meer gebruik van mediaoffensieven om onofficiële invloed uit te oefenen. Optredens in praatprogramma's, op televisie uitgezonden verklaringen en persconferenties, de wekelijkse radio-uitzending, publicaties van het Witte Huis en ook toenemend gebruik van het internet als communicatiemedium zijn, naast speeches voor besloten gezelschappen, toenemend middelen voor de president om het volk te bereiken en invloed uit te oefenen.

Daarnaast oefenen presidenten ook altijd langdurige invloeden uit via hun benoemingen van ambassadeurs en rechters, die vaak lang na het aflopen van de ambtstermijn van de betreffende president nog in functie zijn. Hetzelfde geldt voor benoemingen op strategische posities als de voorzitter van het Federal Reserve System.

### Maximumtermijn
De president wordt gekozen voor een termijn van vier jaar en kan slechts eenmaal worden herkozen. Een tussentijds benoemde president kan nog tweemaal een volledige termijn van vier jaar uitdienen indien de eerste termijn minder dan twee jaar besloeg. Deze beperking werd ingevoerd, nadat Franklin D. Roosevelt als eerste president voor meer dan twee termijnen gekozen was (het waren er zelfs vier). Dit is vastgelegd in het 22e amendement op de Amerikaanse grondwet (The Constitution of the United States of America).

### Vicepresident
De vicepresident van de Verenigde Staten wordt president bij overlijden, aftreden of afzetting van de formele president. Zou de vicepresident niet in staat zijn het presidentschap op zich te nemen, dan is de volgende die voor het ambt in aanmerking komt de voorzitter van het Huis van Afgevaardigden, gevolgd door de president pro tempore van de Senaat en daarna de ministers, op volgorde van de oprichtingsdatum van hun ministerie.
Ook wanneer de president van de Verenigde Staten niet in staat zou zijn door andere redenen de verantwoordelijkheden van zijn functie uit te voeren, kan de vicepresident (tijdelijk) diens taken als president overnemen. Voorbeeld hiervan is een eventuele ziekenhuisoperatie waarbij de president met narcose in slaap wordt gebracht, en daardoor niet bij bewustzijn is. Zo was vicepresident Kamala Harris op 19 november 2021 85 minuten lang waarnemend president, terwijl Joe Biden een colonoscopie onderging. President Trump onderging in 2019 eenzelfde onderzoek maar weigerde juist de macht tijdelijk aan zijn vicepresident Mike Pence over te dragen.
De president kan zijn bevoegdheden tijdelijk overdragen door een brief naar de voorzitters van het Huis van Afgevaardigden en de Senaat te sturen. Zodra de president weer bij kennis is stuurt deze opnieuw een brief naar de voorzitters en krijgt hij zijn bevoegdheden weer terug. Dit proces is beschreven in het 25e amendement van de Amerikaanse grondwet.

## Verkiezing van de president

### Voorwaarden voor kandidaatstelling
Volgens de grondwet van de Verenigde Staten gelden de volgende eisen voor een kandidaat-president van de Verenigde Staten:
- Deze moet minimaal 35 jaar oud zijn.
- Moet voor de mogelijke ambtsaanvaarding minstens 14 jaar in de Verenigde Staten gewoond hebben.
- Moet van geboorte af Amerikaans staatsburger zijn – genaturaliseerde staatsburgers komen niet in aanmerking.

De laatste voorwaarde wordt in de grondwet omschreven als "natural born citizen". De betekenis hiervan is onduidelijk en het kan zijn dat hiermee alleen bedoeld wordt dat hij geboren staatsburger moet zijn, maar er wordt heel vaak van uitgegaan dat het ook betekent dat hij in de Verenigde Staten geboren moet zijn en niet in het buitenland. Hierover bestaat echter veel onenigheid binnen de juridische gemeenschap en het is historisch ook een twijfelachtig standpunt (in de Immigratie- en Naturalisatiewet van de Verenigde Staten van 1790 golden kinderen van Amerikanen geboren buiten de VS namelijk wel als "natural-born"; deze definitie is in 1795 verwijderd en sindsdien is er geen wettelijke definitie meer).
Letterlijk staat er in de grondwet dat kandidaten geboren na de ratificatie van de grondwet "natural-born"-staatsburgers moeten zijn. Dat geldt nu uiteraard voor alle kandidaten, maar het stond erbij om het mogelijk te maken voor mensen die bij oprichting van de Verenigde Staten staatsburger werden om president te worden.
Hoewel de president wel uit zijn ambt gezet kan worden wegens mentale of psychische ziekte, is een goede psychische gezondheid geen formele vereiste. De bestuurlijke ervaring van een presidentskandidaat is over het algemeen minder belangrijk dan de vraag of hij weet over te komen als een krachtige en betrouwbare leider. Evenwel kan een kandidaat met een strafblad vrijwel zeker verkiezing vergeten en waren de presidenten tot nu toe zo goed als altijd gehuwde, blanke, protestantse mannen. Alleen James Buchanan (vrijgezel), John F. Kennedy (katholiek), Barack Obama (Afro-Amerikaans) en Joe Biden (katholiek) zijn de uitzonderingen. Recente presidentskandidaten die niet aan de ongeschreven regels voldeden, waren in 1988 Michael Dukakis (van Griekse komaf), in 2004 John Kerry (Rooms-Katholiek), in 2008 Mitt Romney (mormoon), en Hillary Clinton die in 2016 als eerste vrouw de presidentskandidaat was.
De vicepresidentskandidaat is kandidaat om de eerste te zijn in lijn van opvolging van de president; om deze reden moet deze aan dezelfde eisen voldoen. Als uitzondering op de ongeschreven regels kan genoemd worden Spiro Agnew, van 1968 tot 1973 vicepresident onder Richard Nixon en zoon van een Griekse immigrant. In 2000 verloor de Joodse Joe Lieberman de presidentsverkiezingen als running mate van de democraat Al Gore.

### Formele verkiezing
De grondwet van de Verenigde Staten beschrijft de formele procedure voor de verkiezing van de president, in Artikel II en het 12e amendement. Deze procedure is als volgt:
1. De 50 staten van de VS wijzen kiesmannen aan; deze kiesmannen vormen samen het electorale college. Iedere staat mag zelf beslissen hoe de kiesmannen aangewezen worden. Elke staat wijst een kiesman aan voor iedere senator of afgevaardigde die de staat vertegenwoordigt in het Amerikaans Congres.
2. Het electorale college van iedere staat komt samen. Zij krijgen dan een lijst overhandigd van kandidaten voor het presidentschap en vicepresidentschap in die staat (een persoon hoeft niet in iedere staat kandidaat te zijn). Op de lijst die zij gepresenteerd krijgen, moet ten minste één persoon voorkomen die niet in dezelfde staat woont als de kiesmannen van die staat.
De kiesmannen brengen ieder twee stemmen uit op kandidaten van de lijst, een voor president en een voor vicepresident.
3. De stemmen voor president en vicepresident worden geteld en er worden lijsten met de twee uitslagen gemaakt: alle personen die stemmen hebben gekregen voor een post worden opgeschreven op de lijst voor die post, samen met het aantal stemmen dat iedere persoon kreeg. Deze lijsten worden getekend en gecertificeerd, verzegeld en verzonden naar de regeringszetel (Washington); de enveloppen zijn geadresseerd aan de Voorzitter van de Senaat (dat is vrijwel altijd de zittende vicepresident).
4. Na ontvangst van alle enveloppen, opent de Voorzitter van de Senaat de enveloppen in een verenigde zitting van de Senaat en het Huis van Afgevaardigden. Alle stemmen per kandidaat per post worden geteld.
5. De uitslag wordt vastgesteld:
  1. Als één kandidaat een meerderheid van de electorale stemmen voor het presidentschap krijgt, is hij president. Het is dus niet zo dat de meeste stemmen tellen: om te winnen moet een kandidaat meer dan de helft van de electorale stemmen krijgen.
  2. Heeft geen kandidaat een meerderheid van de electorale stemmen voor president, dan gaan de drie kandidaten met de meeste stemmen door naar de "volgende ronde". Deze ronde wordt onmiddellijk gehouden en bestaat eruit dat het Huis van Afgevaardigden per staat stemt om de president te kiezen uit de (maximaal) drie overgebleven kandidaten. Dat wil zeggen: alle afgevaardigden van een staat mogen samen één stem uitbrengen op een kandidaat. Lukt het ze niet om zo voor de eerstvolgende 4e maart een president te kiezen, dan wordt de zittende vicepresident tijdelijk president (de zittende president moet aftreden).

Voor de vicepresident geldt een dergelijke verkiezing, met een paar wijzigingen.
In tegenstelling tot wat veel mensen denken, wordt de president van de Verenigde Staten dus niet direct gekozen. De grondwet schrijft niet voor hoe de kiesmannen aangewezen dienen te worden en bindt hen ook niet aan een bepaalde opdracht om voor een kandidaat te stemmen afhankelijk van enige andere stemming. Het is dus feitelijk zo dat de president van de Verenigde Staten (een enkele uitzondering daargelaten) gekozen wordt door een handvol mensen, in aantal gelijk aan de leden van het Amerikaanse Congres.

### Praktische invulling van dit systeem
Het laatste gedeelte van het bovengenoemde systeem ligt geheel vast en wordt na iedere verkiezing zo uitgevoerd als hierboven beschreven. De manier waarop de kiesmannen worden aangewezen, wordt echter per staat bepaald. En dat maakt dat de presidentsverkiezingen in de Verenigde Staten gepaard gaan met veel spektakel.

#### Aanwijzen van de kiesmannen
Zoals eerder opgemerkt, staat het de Staten vrij om zelf te bepalen hoe zij hun kiesmannen aanwijzen. Hoewel er vanaf 1783 verschillende systemen heersten, zijn de staten sindsdien allemaal uitgekomen op een bepaald systeem van algemene verkiezingen, die gehouden worden op Election Day.
Dit systeem zit echter wat ingewikkelder in elkaar dan het in eerste instantie klinkt. Om te beginnen mag iedere burger van iedere staat een stem uitbrengen op een van de kandidaten die in die staat verkiesbaar is als president. Een aparte stem voor vicepresident is er niet, aangezien president en vicepresident altijd als koppel kandidaat zijn. De stemmen per staat gaan echter niet naar de kandidaat, maar naar het platform van de kandidaat (praktisch gezien komt dit overeen met de politieke partij van de kandidaat).
Na de stemming volgt de uitslag. Het platform dat in een staat de meeste stemmen krijgt, wint. Er geldt een "winner takes all"-systeem, het winnende platform mag alle kiesmannen voor de staat aanwijzen. De stemmen die in de staat uitgebracht worden op andere platforms, worden dus feitelijk weggegooid.
Een uitzondering op deze regel vormen de staten Nebraska en Maine. In deze twee staten mag het platform dat in totaal de meeste stemmen heeft gekregen in de gehele staat, twee kiesmannen aanwijzen. Daarna wordt er gekeken naar de uitslag in elk kiesdistrict voor het Huis van Afgevaardigden apart. Het winnende platform in elk van de districten mag een kiesman aanwijzen, zodat (in theorie) in deze staten meerdere platforms kiesmannen zouden kunnen aanwijzen. In de praktijk is dit eenmaal gebeurd, bij de verkiezingen van 4 november 2008, toen Barack Obama een van de vijf kiesmannen in Nebraska wist te veroveren, door het tweede kiesdistrict te winnen; de andere vier gingen naar John McCain. Tijdens de verkiezingen van 2 november 2004 was er in de staat Colorado een referendum om met onmiddellijke ingang de kiesmannen te verdelen op basis van evenredige vertegenwoordiging, dit voorstel heeft het echter niet gehaald.
De winnende partij kiest met uiterste zorg kiesmannen die zeker zullen stemmen op de kandidaat van het platform – broodnodig, want van de vijftig staten zijn er maar twee die hun kiesmannen verplichten te stemmen op de kandidaat van de partij wier platform heeft gewonnen. Wordt iemand aangewezen als kiesman door de Republikeinse Partij van Californië, dan mag hij straffeloos voor de kandidaat van de Democratische Partij stemmen.

##### National Popular Vote Interstate Compact
Al geruime tijd gaan er stemmen op om het kiescollege af te schaffen en de president dus direct te verkiezen. Daar zou ook een meerderheid van de bevolking voor zijn. Dat vereist echter een grondwetswijziging, en dat is erg lastig. In 2001 ontstond een idee om het bestaande systeem zodanig te gebruiken dat de winnaar ook landelijk de meeste stemmen heeft. Dat is namelijk niet noodzakelijk het geval, en het is ook viermaal in de geschiedenis gebeurd dat de verliezer landelijk de meeste stemmen had: in 1876, 1888, 2000 en 2016. Het idee is gebaseerd op een tweetal rechten dat een staat heeft:
- De staat mag zelf bepalen hoe de kiesmannen worden aangewezen;
- De staat mag een samenwerkingsverband aangaan met andere staten (compact).

In 2006 is het idee uitgekristalliseerd tot een systeem, het National Popular Vote Interstate Compact (NPVIC). Staten kunnen lid worden door het als wet aan te nemen. De compact-wet houdt het volgende in:
- De lidstaat houdt staatsgewijs presidentsverkiezingen;
- Na de verkiezingen stelt het hoofd van de kiescommissie van de staat de uitslag vast en geeft hem door aan de andere staten vóór een vastgestelde deadline;
- Vervolgens stelt het hoofd van de kiescommissie de landelijke uitslag vast door de resultaten van alle staten (inclusief niet-lidstaten) en het District of Columbia bij elkaar te tellen (volgens de federale wet zijn staten verplicht hun stembusresultaten te rapporteren aan de federale overheid in de vorm van Certificates of Ascertainment);
- De kiesmannen worden vervolgens toegewezen aan de kandidaat die landelijk het grootste aantal stemmen heeft (in het extreem onwaarschijnlijke geval dat de kandidaten precies even veel stemmen hebben worden de kiesmannen volgens het oude systeem toegewezen).
- Bovenstaande regels zijn pas van toepassing als op 20 juli van een presidentieel verkiezingsjaar de NPVIC-leden een meerderheid aan kiesmannen controleren; tot die tijd geldt het oude systeem. Staten die zich willen aansluiten of terugtrekken na die datum mogen dat pas doen vanaf 20 januari van het volgend jaar.
- NPVIC houdt op te bestaan zodra het kiescollege is afgeschaft.

Zodra de NPVIC-leden een meerderheid aan kiesmannen controleren garandeert dit inderdaad dat de nieuwe president ook een stembusoverwinning heeft.
Het NPVIC is voorgelegd aan alle staten. Per april 2012 zijn de staten Californië, Hawaï, Illinois, Maryland, Massachusetts, New Jersey, Vermont en Washington, alsmede het District of Columbia tot het NPVIC toegetreden. Gezamenlijk controleren zij 132 van de 538 kiesmannen, zodat het NPVIC nog niet in werking is. Er zijn 270 kiesmannen nodig om het NPVIC in werking te laten treden.

#### Aanloop naar de verkiezingen
Vanwege het "winner takes all"-principe, is het voor een kandidaat van levensbelang om in alle staten (vooral die met veel inwoners) een grote en goede indruk te maken op zo veel mogelijk mensen. Dit heeft ertoe geleid dat de aanloop naar de presidentsverkiezingen op Election Day een enorm mediaspektakel is geworden, waarin de verschillende kandidaten elkaar naar het politieke leven staan.

##### Primaries
Het begint met de primaries, een proces waarbij iedere partij (of ieder platform) een kandidaat aanwijst. De kandidaten van een partij voeren in een aantal staten campagne om zo veel mogelijk partijsteun te werven. Binnen de partijafdelingen van de staten zijn verkiezingen voor kandidaten (de primaries). Een aantal grote, belangrijke staten doen dit steevast op een dinsdag in februari of maart: Super Tuesday.
De primaries zijn een methode om te bepalen welke kandidaat binnen zijn partij de meeste steun geniet, welke een goede kandidaat zou zijn als vicepresident ter ondersteuning van de presidentskandidaat. Door veel primaries te winnen, kan een kandidaat zich ook voor het grote publiek profileren als "natuurlijk winnaar".
Na de primaries komen afgevaardigden van de partij uit alle staten samen in een vergadering (een conventie) en wordt de definitieve kandidaat van de partij/het platform aangewezen.
In de praktijk is het regelmatig zo dat er (in het feitelijke tweepartijenstelsel van de Verenigde Staten) maar een zo'n race spannend is: die voor de kandidaat van de oppositiepartij. Als de zittende president een 2e termijn wil, dan is zijn kandidatuur voor zijn partij zo vanzelfsprekend dat de primaries voor hem een formaliteit zijn en kan hij geheel de tijd van de primaries feitelijk landelijk campagne voeren.

#### Race
Na de conventies van de partijen, volgt de landelijke campagne om de voorkeur van het grote publiek. Dit is de tijd waarin de kandidaten zichzelf en hun standpunten aan de kiezers presenteren. De kandidaten maken hierbij gebruik van een grote diversiteit aan middelen en podia, variërend van televisie- en radioreclame over deur-tot-deuracties en whistle stop train tours tot televisiedebatten. Sinds de presidentsverkiezingen in 2000, tussen de Democraat Al Gore en de Republikein George W. Bush, speelt ook het internet een steeds belangrijkere rol. Algemeen wordt aangenomen dat de verkiezingscampagnes voor het Amerikaanse presidentschap de allermodernste politieke campagnes zijn. Politici en campagne specialisten uit de hele wereld volgen deze campagnes nauwkeurig om te zien of zij bepaalde lessen over kunnen nemen. Een berucht onderdeel van Amerikaanse verkiezingscampagnes is het negative campaigning, waarin de geschiktheid van de tegenstander op soms zeer persoonlijke wijze wordt betwist.

### Opvolging van de president

#### Begin van een termijn
Op grond van het twintigste amendement van de grondwet begint een termijn om 12:00 uur op 20 januari in het jaar volgend op de verkiezing tot president. Oorspronkelijk was deze datum 4 maart. De president legt de eed af op de grondwet en deze wordt afgenomen door de opperrechter. De ceremonie vindt in de regel plaats op de trappen van het Capitool.
Driemaal ging er bij de eedaflegging iets mis waardoor de procedure moest worden herhaald. De presidenten Chester Arthur, Calvin Coolidge en Barack Obama legden tweemaal de eed af. In het geval van Obama maakte opperrechter John Roberts fouten in het oplezen van de eed, waardoor ook Obama in de war raakte. Veiligheidshalve werd daarom de procedure overgedaan in de kaartenkamer van het Witte Huis.

#### Einde van een termijn
Bij wet zit de president van de Verenigde Staten een periode uit van vier jaar. Hij wordt opgevolgd door de nieuwgekozen president. Als de president maar één periode heeft uitgediend, mag hij nogmaals gekozen worden en zichzelf opvolgen.
De enige uitzondering op deze regel is als volgt:
- Als de nieuwgekozen president dood is op de dag dat hij de eed af moet leggen en zijn ambt moet aanvaarden, wordt de zittende president opgevolgd door de nieuwgekozen vicepresident.
- Het 22e amendement bepaalt dat als een persoon anders dan de gekozen president de functie van president langer dan twee jaar vervult deze persoon hoogstens een maal gekozen mag worden. Per saldo mag een vervangende president daarmee gedurende maximaal tien jaar de functie vervullen. Lyndon B. Johnson was na de moord op president Kennedy de enige president die hiervoor in aanmerking kwam na de inwerkingtreding van het 22e amendement. Johnson heeft 14 maanden van de termijn van Kennedy de functie vervuld, maar weigerde in 1968 om zich voor de tweede maal verkiesbaar te stellen.

#### Opvolging tussentijds
De president kan tussentijds opgevolgd worden als hij komt te overlijden, aftreedt of (al of niet tijdelijk) uit zijn ambt wordt gezet. In al deze gevallen wordt de president opgevolgd door de zittende vicepresident.
De enige uitzondering op deze regel is als de president opgevolgd moet worden en er geen vicepresident is. In dit geval geldt de volgende volgorde:
1. De eerste persoon in de lijn van opvolgers is de voorzitter van het Huis van Afgevaardigden.
2. De tweede persoon in de lijn van opvolgers is de president pro tempore (de tijdelijke president) van de Senaat. Merk op dat dit niet de vaste president van de Senaat is – de vaste president is vicepresident van de Verenigde Staten. In praktische termen is de oudste senator de president pro tempore.
3. Daarna volgen de andere leden van het kabinet van de Verenigde Staten die voldoen aan de eisen voor het presidentschap (leeftijd, minstens 14 jaar in de VS gewoond, "natural-born" staatsburger), waarbij het jaar van oprichting van het departement bepalend is. Hierdoor zal de Secretary of State (State Department opgericht in 1789) als eerste aan bod komen en de Secretary of Homeland Security als laatste. Hierbij geldt dat de oudste datum van oprichting telt; als een oud departement opgaat in een nieuw departement, dan "erft" het nieuwe departement de oude oprichtingsdatum.